# Dimos Mylopotamos
Dimos Mylopotamos (Mylopotamos) är en kommun i Grekland.   Den ligger i prefekturen Nomós Rethýmnis och regionen Kreta, i den sydöstra delen av landet, 300 km söder om huvudstaden Aten. Antalet invånare är 13 350. Arean är 338 kvadratkilometer.
Terrängen i Dimos Mylopotamos är varierad.